# Kirlian Selections
Kirlian Selections es el sexto álbum de estudio de The Flashbulb. Fue lanzado en abril de 2005.

## Lista de canciones
1. "Eyes of June" – 1:15
2. "Binedump" – 3:42
3. "Passage D" – 2:00
4. "Lawn Wake IX" – 2:35
5. "Mellann" – 2:11
6. "Kirlian Isles I" – 1:37
7. "Kirlian Isles II" – 3:35
8. "Dishevel" – 2:26
9. "My Life of Loving Ghosts" – 2:09
10. "Kirlian Shores" – 3:19
11. "At One Last Night" – 1:19
12. "Blackout" – 1:25
13. "Creep" – 3:05
14. "Autumn Insomnia Session" – 3:25
15. "Shortcuts" – 2:50
16. "Kirlian Choices" – 5:03
17. "ᎧᎸᎬ Highways" – 1:51
18. "ᏭᏕᎵᎬ Highways" – 3:19
19. "Dakota June" – 1:53
20. "Parkways" – 2:48
21. "Lifeless Indoors" – 1:43
22. "Six Months Without Light" – 3:03
23. "ᎡᎯᏍᏛ ᏠᏓ[2]" – 2:32
24. "California Dreaming" – 3:43
25. "Kirlian Changes" – 1:46
26. "Kirlian Isles III" – 2:13
27. "Miles and Miles" – 3:03
28. "Five Karots" – 1:45

California Dreaming es una versión de la canción original de The Mamas & the Papas. Aparentemiente, Jordan compró los derechos de la canción antes del lanzar el álbum para evitar problemas legales. Los títulos de las canciones 17, 18 y 23 contienen palabras escritas en idioma cheroqui. 
Passage D fue usada además en una campaña publicitaria de la línea de productos de cuidado personal Dove en el año 2006, la cual fue famosa por ganar numerosos premios en diversos festivales de publicidad.

## Créditos
- Benn Jordan – compositor, productor, cantante, diseño y dirección artística
- Mark Messing – colaborador en "Kirlian Isles I" y "Kirlian Isles III", vientos
- Greg Hirte – violín
- Claire Nicholson – chelo